# 佐藤智香子
佐藤 智香子（さとう ちかこ、10月30日 -）は、料理研究家:28、フリーアナウンサー、。料理教室「waioli kitchen」主宰、野菜ソムリエプロ。血液型はB型。

## 概要
1994年、新潟放送のスナッピー（ラジオレポーター）に就任:26。「ハロー!!ジャンボサタデー」「かぎとみ徹のGo!Go!パラダイス」などを担当した:26。
アナウンサー時代の生産現場を巡る取材において、食の世界に魅せられる。
東京のフランスの料理学校に通うために、一旦ラジオの仕事を辞め、レストラン料理を学びながら新潟のテレビのロケをするという生活を続けた:28。
結婚、出産を経て:28、2002年4月より2020年6月の閉局までFM PORTで番組を担当。番組の中では「140文字レシピ」を考案し、毎日ツイッターで情報発信をしていた。閉局後もツイッターは継続され、情報発信を続けている。
2020年10月より新潟放送においてラジオ番組「みんなのマルシェ 佐藤智香子 10分間のアルデンテ」を工藤淳之介と共に担当。
米文化やおにぎりをライフワークとしており、ワークショップにより世界に食文化を発信している。

## 受賞
著書の「ONIGIRI:365 wonderful recipes!」は、2020年のグルマン世界料理本大賞のお米部門（E18 RICE）で1位を受賞した。

## 出演番組
- 『four seasons』(2012年4月 - 2020年6月)（FM PORT）ナビゲーター
- 『夕方ワイド新潟一番』（テレビ新潟） - 夕方レシピのコーナーの月曜日担当[5][10]
- 『みんなのマルシェ 佐藤智香子 10分間のアルデンテ』（2020年10月5日 -・月〜木曜日 17:50-18:00）(新潟放送)[7]
- 『イブニング・プレス』(2002年4月 - 2003年3月・土曜日曜の17:00-19:00) (FM PORT)ナビゲーター
- 『ハート・デリバリー』(2002年4月 - ？) (FM PORT) ナビゲーター

## 書籍
- 佐藤智香子『365日おにぎりレシピ』ニューズ・ライン〈Komachi BOOK〉、2017年10月25日。ASIN B075RC46F4。[6]
  - SATO, Chikako; MAZE, Hirofumi (2019-04-01) (english). ONIGIRI:365 wonderful recipes!. Niigata, Japan: Newsline. ISBN 978-4931412361[11]